# Lithobius forficatus
Espèce
Lithobius forficatus est un myriapode chilopode commun de la famille des Lithobiidae vivant principalement en Europe, plus connu sous le nom de lithobie à pinces. On le trouve le plus souvent sous les roches (« lithos » signifie pierre en grec).

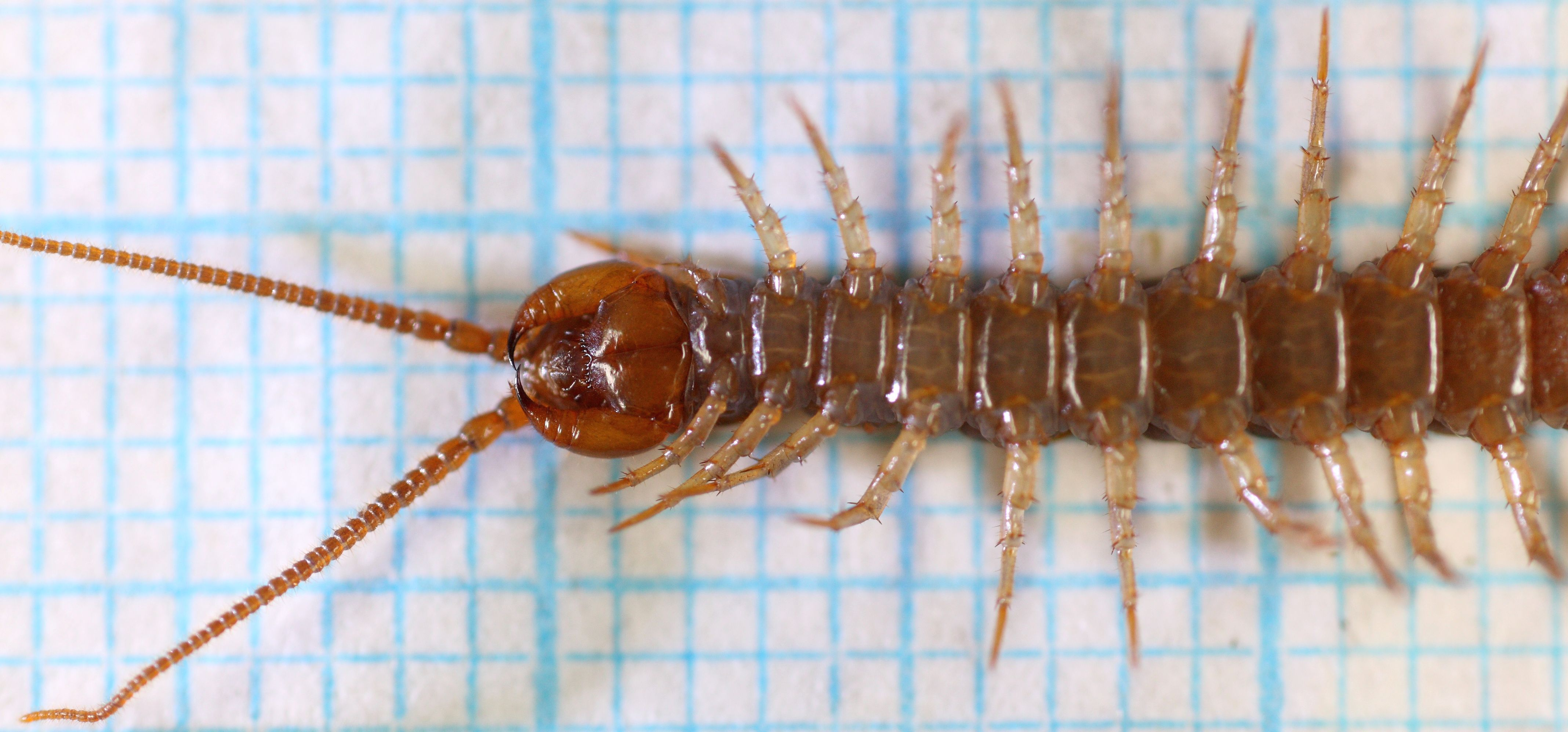
Vue ventrale

## Description
Le lithobie à pinces mesure entre 18 et 30 millimètres une fois parvenue à sa taille adulte, et est de couleur brun rougeâtre. Il nait avec 7 paires de pattes et à chaque mue un nouveau segment avec une paire de pattes est ajouté. L'adulte a 15 paires de pattes au maximum. Ses segments suivent une alternance de segments courts et de segments longs. Ses pattes ne sont pas annelées. C'est un myriapode rapide (144 cm/min). Son régime alimentaire est composé de cloportes, d'araignées, ainsi que d'autres myriapodes. Il détecte ses proies grâce à ses antennes tactiles. Il les tue par morsure, ses forcipules situées à l'avant du corps sont remplies de venin, létal pour les petits arthropodes. Le lithobie est lucifuge (fuit la lumière), et est donc un animal nocturne.

## Reproduction et développement
La reproduction est indirecte, par l'utilisation de spermatophore. En février et en automne, le mâle et la femelle se scrutent avec leurs antennes, et se palpent ensuite pendant plusieurs heures, tête bêche. Le mâle produit un spermatophore, que la femelle saisit ensuite. Entre décembre et avril, les lithobies femelles sont repérables par les œufs qu'elles portent, avant de les abandonner sous un abri de mucus et de terre.
Les œufs éclosent 35 à 90 jours après. Les larves vont connaître 13 mues avant de parvenir à leur taille adulte.